# The Life of Chuck
The Life of Chuck är en amerikansk dramafilm skriven och regisserad av Mike Flanagan. Denna film är en adaption/anpassning av författaren Stephen Kings novell med samma namn (från samlingen Blod säljer: Nya berättelser), som gavs ut år 2020. Huvudrollen som Charles "Chuck" Krantz spelas av Tom Hiddleston, medan de övriga rollerna spelas av bland andra Mark Hamill, Chiwetel Ejiofor, Karen Gillan och Jacob Tremblay.
Filmen hade världspremiär på Toronto International Film Festival den 6 september 2024. The Life of Chuck har planerad biopremiär i Sverige den 19 september 2025, utgiven av Scanbox Entertainment.

## Rollista i urval
| Tom Hiddleston/Benjamin Pajak/Cody Flanagan/Jacob Tremblay | – Charles "Chuck" Krantz                   |
| Mark Hamill                                                | – Albie Krantz                             |
| Chiwetel Ejiofor                                           | – Marty Anderson                           |
| Karen Gillan                                               | – Felicia Gordon                           |
| Mia Sara                                                   | – Sarah Krantz                             |
| Trinity Jo-Li Bliss                                        | – Cat McCoy                                |
| Matthew Lillard                                            | – Gus (byggnadsarbetare)                   |
| Q'orianka Kilcher                                          | – Violet Krantz                            |
| Antonio Raul Garcia                                        | – Brian Krantz                             |
| Harvey Guillén                                             | – Hector                                   |
| David Dastmalchian                                         | – Josh                                     |
| Kate Siegel                                                | – fröken Richards (engelsklärare)          |
| Carl Lumbly                                                | – Sam Yarbrough                            |
| Annalise Basso                                             | – Janice Halliday                          |
| Samantha Sloyan                                            | – fröken Rohrbacher (brysk dansinstruktör) |
| Rahul Kohli                                                | – Bri                                      |
| Matt Biedel                                                | – doktor Winston                           |
| Sauriyan Sapkota                                           | – Ram                                      |
| Saidah Arrika Ekulona                                      | – Andrea                                   |
| Violet McGraw                                              | – Lily                                     |
| Molly C. Quinn                                             | – Chucks mamma                             |
| Heather Langenkamp                                         | – Vera Stanley                             |